# Прослав
Прослав е най-западният квартал на Пловдив. Административно е част от Район Западен на града.

## География
Най-удобната връзка с центъра на Пловдив е посредством „Пещерско шосе“. Друга транспортна връзка е жп линията Пловдив – София, която има спирка в квартала и го разделя на две половини, северна и южна. Западно от него преминава Първенецка река.

## История
Първоначално името на селото е Мичкюр. При избухването на Балканската война в 1912 година един човек от Мичкюр е доброволец в Македоно-одринското опълчение.
В Мичкюр през 1926 година е създадена последната и най-голяма и дълго просъществувала толстоистка колония в България. Тогава толстоистка група купува 264 декара земя, а след това тук се заселват и толстоисти от други разпаднали се комуни. Вземайки значителни банкови заеми, групата успява да създаде голямо модерно стопанство, което обаче остава нерентабилно, и през 1938 година толстоистите са принудени да си разделят по-голямата част от земята, за да могат да обслужват заемите си. В този вид стопанството просъществува до 1945 година, когато става основа на новосъздадено ТКЗС.
В 1934 година селото е прекръстено на Прослав, а през 1969 година е слято с Пловдив.

## Личности
Родени в Прослав
- Христо Кръстев (1884 – ?), македоно-одрински опълченец, четата на Дончо Златков[4]